# Dům čp. 76 (Kolín)
Dům čp. 76 je nárožní jednopatrová budova na severní straně Karlova náměstí v Kolíně. Sklepy a část přízemních nosných konstrukcí se dochovaly ze 13. století. Na gotickém základě byl postaven barokní dům v 18. století, který byl přestavován také v první polovině 19. století. Je chráněn jako kulturní památka.

## Historie
Původně gotická stavba ze 13. století byla společně se sousedním domem do roku 1494 první kolínskou radnicí. V tomto roce přenechal rytíř Jan z Dobřenic Kolerovský dům městu a jeho přestavbou vznikla nová radnice.
Rohový dům vedle radnice vystřídal řadu majitelů, k nimž patřili například Mikuláš Cerhenský z Dražic (nebo Dražovic). Krátce zde bydlel Jan Rosacius Sušický se svou ženou Annou Pachtovou. Dům koupili v roce 1583 od Jindřicha Krčína z Jelčan, bratra Jakuba Krčína. Jan Rosacius zemřel během roku 1584. Vdova Anna se znovu provdala za Mikuláše Alethina a dům prodala svému strýci a členovi městské rady Janovi z Vladoře. Paní Anna z Dohalic, vdova po Janu Mlázovském z Těšnice a Jiřím Šťastném z Bubna vlastnila dům od roku 1599. Mezi další majitele patřili například Jan z Michalovic, purkrabí na Radimi nebo Jan Michal Jírka.
Mezi lety 1777–1902 dům vlastnila rodina Morstadtů z Breisgau. Na průčelí domu je umístěna pamětní deska (odhalená koncem roku 2002) malíře Vincence Morstadta, který se zde v roce 1802 narodil. V první třetině 19. století provedl klasicistní přestavbu Josef Morstadt. Asi mezi lety 1822–1866 měl ve dvoře domu ateliér první kolínský fotograf Heinrich Teichtner. V roce 1865 byla založena Občanská záložna v Kolíně, která v počátcích svého působení úřadovala také Mordstadtově domě. Koncem 19. století zde krátce sídlila Úvěrní banka
Ve 20. století do roku 1960 patřil dům rodině Mašínových. V restituci jim byl vrácen v roce 1999. Mezi lety 1994–1995 byla provedena rekonstrukce objektu za účelem komerčního využití.

## Popis
Jednopatrový barokní dům byl postaven na gotických základech. Sklepení zůstalo zachováno. Nárožní stavba byla situovanou do severní fronty kolínského náměstí. Fasáda je členěna šesti okenními osami. V osách druhých oken z levé i pravé strany domu se nachází ve střeše zděné vikýře s obdélnými otvory. Střížku mají ve vrcholu prohnutou a krytou prejzy.
Hlavní část domu pokračuje krátkým dvorním křídlem, které ohraničuje úzký dvorek zakončený zdí. Severní konec dvorního křídla je prodloužen novodobou patrovou přístavbou a severozápadní roh domu přízemním provozním přístavkem.
Původní arkády podloubí hlavní části domu jsou nahrazeny obdélnými výkladci, zdobené po stranách pilastry. Fasádu člení kordonová římsa. První patro zakončuje vystupující hlavní římsa. Vertikálně člení fasádu tři lizény, které jsou přerušeny kordonovou římsou. Orámování oken v prvním patře je štukové s klasicistními rysy.
Objekt je na levé straně prodloužen do nádvorní strany, kde navazuje na tzv. novou radnici. Vchod je ve střední ose domu pravoúhlým portálem se světlíkem v nadpraží. Chodba prochází celým domem až do dvora. V levé polovině zadní části chodby vede schodiště k chodbám v patře a mezipatře. Přízemní místnosti a původní podloubí jsou klenuta plackovou klenbou. Chodby jsou klenuty valenou místy hřebínkovou klenbou. V patře jsou stropy rovné. Nádvorní křídlo se dvěma nízkými poschodími končí ve výši prvního patra hlavní budovy. Křídlo má v poschodí valenou klenbu s výsečemi. Do bytů se zde vchází otevřenými pavlačemi, kam vedou chodby ze schodiště. Stavebními úpravami se celková dispozice objektu narušila.
Sklep je tvořen systémem na sebe navazujících prostor. Stejné uspořádání mají i další dvě podlaží. Na levé straně přízemí na sebe navazuje šest místností s valenou klenbou. Dvě přední místnosti zdobí lunety. Chodba odděluje pět místností na pravé straně domu. Interiér prvního patra navazuje na dispozici přízemí.